# Grå sorgtyrann
Grå sorgtyrann (Rhytipterna simplex) är en fågel i familjen tyranner inom ordningen tättingar.

## Utseende och läte
Grå sorgtyrann är en stor och rätt enfärgad tyrann. Hanen är grå med mörkröda ögon, medan honan och ungfågeln har brunaktiga ving- och stjärtkanter. Arten är mycket lik larmpihan, men är mindre och har rödare ögot. Sången är högljudd och snabb, återgiven på engelska som "tr-tr-tr-chew", med betoning på den sista tonen.

## Utbredning och systematik
Grå sorgtyrannen förekommer i två områden, dels i Amazonområdet dels i Atlantskogarna i sydöstra Brasilien. De båda populationerna kategoriseras som två underarter, med följande utbredning:
- Rhytipterna simplex frederici – förekommer från Colombia (öster om Anderna) till Guyana, norra Bolivia och Amazonområdet i Brasilien
- Rhytipterna simplex simplex – förekommer i sydöstra Brasilien (Alagoas till São Paulo och Rio de Janeiro)

## Levnadssätt
Grå sorgtyrann hittas i fuktiga skogar. Där tillbringar den mest sin tid i skogens övre skikt. Den slår ofta följe med kringvandrande artblandade flockar. Dess sång är en tydlig del av fågelkören vid gryningen.

## Status och hot
Arten har ett stort utbredningsområde, men tros minska i antal, dock inte tillräckligt kraftigt för att den ska betraktas som hotad. Internationella naturvårdsunionen IUCN listar arten som livskraftig (LC).